# Ізраїль на літніх Олімпійських іграх 1988
Ізраїль на літніх Олімпійських іграх 1988 року, які проходили у південнокорейському місті Сеул, був представлений 19 спортсменами (15 чоловіками та 4 жінками) у 7 видах спорту. Прапороносцем на церемоніях відкриття та закриття Олімпійських ігор був стрілець Іцхак Йонассі.
Ізраїль вдев'яте взяв участь у літніх Олімпійських іграх. Ізраїльські спортсмени не завоювали жодної медалі.

## Бокс
| Категорія | Спортсмен         | 1-й раунд              | 2-й раунд                 | 3-й раунд                  | Чвертьфінал                 | Півфінал           | Фінал              | Місце |
| Категорія | Спортсмен         | Суперник Результат     | Суперник Результат        | Суперник Результат         | Суперник Результат          | Суперник Результат | Суперник Результат | Місце |
| --------- | ----------------- | ---------------------- | ------------------------- | -------------------------- | --------------------------- | ------------------ | ------------------ | ----- |
| до 48 кг  | Єгуда Бен-Хаїм    | Bye                    | Генрі Мартінес (ESA) L WO | не пройшов                 | не пройшов                  | не пройшов         | не пройшов         |       |
| до 57 кг  | Яаків Шмуель      | Bye                    | Джон Мірона (SUD) W RSC-1 | Річард Піттмен (COK) W 5:0 | Джованні Парізі (ITA) L 0:5 | не пройшов         | не пройшов         |       |
| до 75 кг  | Агарон Якобашвілі | Свен Оттке (FRG) L 0:5 | не пройшов                | не пройшов                 | не пройшов                  | не пройшов         | не пройшов         |       |

## Боротьба
Чоловіки
| Стиль                  | Категорія | Спортсмен      | Раунд 1                       | Раунд 2                        | Раунд 3                             | Раунд 4                    | Раунд 5            | Фінал              | Фінал             |
| Стиль                  | Категорія | Спортсмен      | Суперник Результат            | Суперник Результат             | Суперник Результат                  | Суперник Результат         | Суперник Результат | Суперник Результат | Місце             |
| ---------------------- | --------- | -------------- | ----------------------------- | ------------------------------ | ----------------------------------- | -------------------------- | ------------------ | ------------------ | ----------------- |
| Греко-римська боротьба | −48 кг    | Дов Говерман   | Абдулла Алізані (YAR) W 4–0DQ | Анджей Гломб (POL) L 1–3PP     | Махяддін Аллахвердієв (URS) L 1–7PP | завершив змагання          | завершив змагання  | завершив змагання  | завершив змагання |
| Греко-римська боротьба | −90 кг    | Еван Бернштейн | Камаль Ібрагім (EGY) W 3–1PP  | Жан-Франсуа Курт (FRA) L 0–3P1 | Bye                                 | Франц Пічман (AUT) L 0–3P1 | завершив змагання  | завершив змагання  | завершив змагання |

## Вітрильний спорт
Чоловіки
| Спортсмен              | Клас              | Заплив | Заплив | Заплив | Заплив | Заплив | Заплив | Заплив | Сума балів | Місце |
| Спортсмен              | Клас              | 1      | 2      | 3      | 4      | 5      | 6      | 7      | Сума балів | Місце |
| ---------------------- | ----------------- | ------ | ------ | ------ | ------ | ------ | ------ | ------ | ---------- | ----- |
| Дан Тортен Ран Тортен  | 470               | 9      | RET    | 14     | 3      | YMP    | DNC    | DNC    | 135.2      | 18    |
| Йоель Села Ельдад Амір | Летючий голандець | 6      | DNC    | 4      | 1      | 19     | 1      | 9      | 59.7       | 4     |

## Гімнастика

### Художня гімнастика
| Змагання           | Спортсменка          | Кваліфікація | Кваліфікація | Кваліфікація | Кваліфікація | Кваліфікація | Кваліфікація | Фінал      | Фінал      | Фінал      | Фінал      | Фінал      | Фінал      |
| Змагання           | Спортсменка          | Канат        | Обруч        | Булави       | Стрічка      | Разом        | Місце        | Канат      | Обруч      | Булави     | Стрічка    | Разом      | Місце      |
| ------------------ | -------------------- | ------------ | ------------ | ------------ | ------------ | ------------ | ------------ | ---------- | ---------- | ---------- | ---------- | ---------- | ---------- |
| абсолютна першість | Шуламіт Гольдштейн   | 9.40         | 8.90         | 9.00         | 9.25         | 36.50        | 35           | не пройшла | не пройшла | не пройшла | не пройшла | не пройшла | не пройшла |
| абсолютна першість | Ракефет Ремігольська | 9.35         | 8.85         | 8.95         | 9.25         | 36.45        | 37           | не пройшла | не пройшла | не пройшла | не пройшла | не пройшла | не пройшла |

### Спортивна гімнастика
Чоловіки
| Спортсмен     | Дисципліна         | Кваліфікація | Кваліфікація | Кваліфікація | Кваліфікація | Кваліфікація | Кваліфікація | Кваліфікація | Кваліфікація | Фінал           | Фінал           | Фінал           | Фінал           | Фінал           | Фінал           | Фінал           | Фінал           |
| Спортсмен     | Дисципліна         | Снаряд       | Снаряд       | Снаряд       | Снаряд       | Снаряд       | Снаряд       | Разом        | Місце        | Снаряд          | Снаряд          | Снаряд          | Снаряд          | Снаряд          | Снаряд          | Разом           | Місце           |
| Спортсмен     | Дисципліна         | ВВ           | Кінь         | Кільця       | ОС           | ПБ           | Пер.         | Разом        | Місце        | ВВ              | Кінь            | Кільця          | ОС              | ПБ              | Пер.            | Разом           | Місце           |
| ------------- | ------------------ | ------------ | ------------ | ------------ | ------------ | ------------ | ------------ | ------------ | ------------ | --------------- | --------------- | --------------- | --------------- | --------------- | --------------- | --------------- | --------------- |
| Ревітал Шарон | абсолютна першість | Н/Д          | Н/Д          | Н/Д          | Н/Д          | Н/Д          | Н/Д          | Н/Д          | Н/Д          | завершив виступ | завершив виступ | завершив виступ | завершив виступ | завершив виступ | завершив виступ | завершив виступ | завершив виступ |

## Стрільба
Чоловіки
| Спортсмен      | Дисципліна                       | Кваліфікація | Кваліфікація | Фінал      | Фінал      |
| Спортсмен      | Дисципліна                       | Бали         | Місце        | Бали       | Місце      |
| -------------- | -------------------------------- | ------------ | ------------ | ---------- | ---------- |
| Едуард Папіров | гвинтівка, 50 м з трьох позицій  | 1165         | 21           | не пройшов | не пройшов |
| Едуард Папіров | гвинтівка, 50 м лежачи           | 594          | 23           | не пройшов | не пройшов |
| Едуард Папіров | пневматична гвинтівка, 10 м      | 581          | 34           | не пройшов | не пройшов |
| Іцхак Йонассі  | гвинтівка, 50 м з трьох позицій  | 1152         | 43           | не пройшов | не пройшов |
| Іцхак Йонассі  | гвинтівка, 50 м лежачи, чоловіки | 584          | 41           | не пройшов | не пройшов |
| Іцхак Йонассі  | пневматична гвинтівка, 10 м      | 583          | 29           | не пройшов | не пройшов |

## Плавання
Чоловіки
| Спортсмен   | Дисципліна   | Раунд              | Час     | Місце | Прим. |
| ----------- | ------------ | ------------------ | ------- | ----- | ----- |
| Еял Стігман | 100 м брасом | Відбірковий заплив | 1:05.92 | 42    |       |
| Еял Стігман | 200 м брасом | Відбірковий заплив | 2:25.18 | 37    |       |

## Теніс
| Дисципліна                 | Спортсмен                | Раунд        | Суперник                                   | Сет 1 | Сет 2 | Сет 3         | Результат | Прим. |
| -------------------------- | ------------------------ | ------------ | ------------------------------------------ | ----- | ----- | ------------- | --------- | ----- |
| одиночний розряд, чоловіки | Амос Мансдорф            | Перший раунд | Ю Цзін-сун (KOR)                           | 6-2   | 6-4   | 7-5           | W         |       |
| одиночний розряд, чоловіки | Амос Мансдорф            | Другий раунд | Келлі Еверндер (NZL)                       | 6-4   | 3-6   | 6-1, 7-5      | W         |       |
| одиночний розряд, чоловіки | Амос Мансдорф            | Третій раунд | Тім Майотт (USA)                           | 4-6   | 2-6   | 4-6           | L         |       |
| одиночний розряд, чоловіки | Шахар Перкісс            | Перший раунд | Хав'єр Франа (ARG)                         | 2-6   | 6-4   | 4-6, 4-6      | L         |       |
| одиночний розряд, чоловіки | Гілад Блюм               | Перший раунд | Джеремі Бейтс (GBR)                        | 6-4   | 4-6   | 6-2, 2-6, 7-9 | L         |       |
| одиночний розряд, жінки    | Ілана Бергер             | Перший раунд | Джилл Гетерінгтон (CAN)                    | 1-6   | 4-6   | —             | L         |       |
| парний розряд, чоловіки    | Гілад Блюм Амос Мансдорф | Перший раунд | Ірландія · Овен Кейсі · Еойн Коллінс       | 6-2   | 7-3   | 4-6 7-5       | W         |       |
| парний розряд, чоловіки    | Гілад Блюм Амос Мансдорф | Другий раунд | Данія · Мортен Хрістенсен · Міхаель Таусон | 7-5   | 6-3   | 6-2           | L         |       |